# Hutir-Budîliv, Sneatîn
Hutir-Budîliv (în ucraineană Хутір-Будилів) este o comună în raionul Sneatîn, regiunea Ivano-Frankivsk, Ucraina, formată numai din satul de reședință.

## Demografie
Componența lingvistică a comunei Hutir-Budîliv
     Ucraineană (98,74%)
     Rusă (1,18%)
Conform recensământului din 2001, majoritatea populației comunei Hutir-Budîliv era vorbitoare de ucraineană (98,74%), existând în minoritate și vorbitori de rusă (1,18%).